# Schultesia nitor
Schultesia nitor är en kackerlacksart som beskrevs av Philippe Grandcolas 1991. Schultesia nitor ingår i släktet Schultesia och familjen jättekackerlackor.
Artens utbredningsområde är Franska Guyana. Inga underarter finns listade i Catalogue of Life.